# Жукув (Сандомирський повіт)
Жукув (пол. Żuków) — село в Польщі, у гміні Самбожець Сандомирського повіту Свентокшиського воєводства.
Населення — 195 осіб (2011).
У 1975-1998 роках село належало до Тарнобжезького воєводства.

## Демографія
Демографічна структура на день 31 березня 2011 року:
|          | Загалом | Допрацездатний вік | Працездатний вік | Постпрацездатний вік |
| -------- | ------- | ------------------ | ---------------- | -------------------- |
| Чоловіки | 104     | 28                 | 64               | 12                   |
| Жінки    | 91      | 18                 | 49               | 24                   |
| Разом    | 195     | 46                 | 113              | 36                   |